# Liste des représentants de l'État en Polynésie française
Liste des représentants de l'État en Polynésie française
Les rangs de commissaire, gouverneur, puis haut-commissaire sont équivalents à celui de préfet.

## Liste des représentants

### Commissaire du Roi (1842-1848)
Ce titre est décerné pendant la monarchie de Juillet.
Le statut de la polynésie est un protectorat français au Royaume de Tahiti et aux Îles Marquises.
| Période          | Période          | Identité                | Fonction précédente | Observation |
| ---------------- | ---------------- | ----------------------- | ------------------- | ----------- |
| 8 janvier 1843   | 6 septembre 1846 | Armand Joseph Bruat     |                     |             |
| 6 septembre 1846 | 1848             | Charles François Lavaud |                     |             |

### Commissaire de la République (1848-1852)
Ce titre est décerné pendant la Deuxième République. 
| Période | Période          | Identité                | Fonction précédente | Observation |
| ------- | ---------------- | ----------------------- | ------------------- | ----------- |
| 1848    | 1850             | Charles François Lavaud |                     |             |
| 1850    | 5 septembre 1851 | Louis Adolphe Bonard    |                     |             |

### Commissaire de l'Empire (1852-1870)
Ce titre est décerné pendant le Second Empire. 
| Période          | Période         | Identité                                        | Fonction précédente | Observation |
| ---------------- | --------------- | ----------------------------------------------- | ------------------- | ----------- |
| 5 septembre 1851 | 22 mars 1854    | Théogène François Page                          |                     |             |
| 22 mars 1854     | 19 mai 1858     | Joseph Fidèl Eugène du Bouzet                   |                     |             |
| 19 mai 1858      | 25 juin 1858    | Jean-Marie Joseph Théodore Saisset de Mars      |                     |             |
| 25 juin 1858     | 11 octobre 1864 | Louis Eugène Gaultier de La Richerie            |                     |             |
| 11 octobre 1864  | 6 juin 1869     | Émile François Guillaume Clément de La Roncière |                     |             |
| 6 juin 1869      | 1 mars 1871     | Michel Louis Isidore de Jouslard                |                     |             |

### Commissaire de la République  (1870-1880)
Ce titre est décerné pendant la Troisième République. 
| Période         | Période          | Identité                                    | Fonction précédente | Observation             |
| --------------- | ---------------- | ------------------------------------------- | ------------------- | ----------------------- |
| 1 mars 1871     | 1 juin 1871      | Michel Louis Isidore de Jouslard            |                     |                         |
| 1 juin 1871     | 1873             | Hippolyte Auguste Girard                    |                     |                         |
| 1873            | 17 avril 1876    | Octave Bernard Gilbert-Pierre               |                     |                         |
| 17 avril 1876   | 25 août 1877     | Antoine-Léonce Michaux                      |                     |                         |
| 25 août 1877    | 1877             | Joseph Henri Brunet-Millet                  |                     |                         |
| 1877            | 5 février 1878   | Auguste Marie Édouard d'Oncieu de la Bâthie |                     | Commissaire intérimaire |
| 5 février 1878  | 24 février 1880  | Jacques Ferdinand Planche                   |                     |                         |
| 24 février 1880 | 6 septembre 1881 | Henri Isidore Chessé                        |                     |                         |

### Gouverneur de la Polynésie française (1880-1977)
Le statut de la Polynésie change, le roi Pōmare V cède le royaume de Tahiti, qui devient une colonie.
Elle a le statut d'Établissements français de l'Océanie entre 1880 et 1946, puis le statut de Territoire d'outre-mer de 1946 à 1957.
Le nom deviendra officiellement la Polynésie française en 1957, en tant que Territoire d'outre-mer.
| Période           | Période           | Identité                                                                                 | Fonction précédente | Observation             |
| ----------------- | ----------------- | ---------------------------------------------------------------------------------------- | ------------------- | ----------------------- |
| 6 septembre 1881  | 8 octobre 1883    | Frédéric Jean Dorlodot des Essarts                                                       |                     |                         |
| 8 octobre 1883    | 1 décembre 1885   | Marie Nicolas François Auguste Morau                                                     |                     |                         |
| 1 décembre 1885   | 2 septembre 1886  | Delphino Moracchini                                                                      |                     | Gouverneur intérimaire  |
| 2 septembre 1886  | 29 octobre 1889   | Théodore Lacascade                                                                       |                     |                         |
| 29 octobre 1889   | 1 juillet 1890    | Maurice d'Ingremard                                                                      |                     | Gouverneur intérimaire  |
| 1 juillet 1890    | 4 juin 1893       | Théodore Lacascade                                                                       |                     |                         |
| 4 juin 1893       | 24 octobre 1893   | Adolphe Jean Granier de Cassagnac                                                        |                     | Gouverneur intérimaire  |
| 24 octobre 1893   | 7 décembre 1893   | Lucien Jules Léon Bommier                                                                |                     | Gouverneur intérimaire  |
| 7 décembre 1893   | 29 avril 1894     | Jean Joseph Aimé Ours                                                                    |                     | Gouverneur intérimaire  |
| 29 avril 1894     | 1 avril 1896      | Pierre Louis Clovis Papinaud                                                             |                     |                         |
| 1 avril 1896      | 31 janvier 1897   | Gustave Pierre Théodore Gallet                                                           |                     | Gouverneur intérimaire  |
| 31 janvier 1897   | 1 février 1898    | Marie Louis Gustave Gabrié                                                               |                     |                         |
| 1 février 1898    | 25 mars 1899      | Gustave Pierre Théodore Gallet                                                           |                     |                         |
| 25 mars 1899      | 14 juillet 1899   | Joseph-Marie de Pous                                                                     |                     | Gouverneur intérimaire  |
| 14 juillet 1899   | 30 novembre 1899  | Victor François Ferdinand Rey                                                            |                     | Gouverneur intérimaire  |
| 30 novembre 1899  | 19 janvier 1900   | Gustave Pierre Théodore Gallet                                                           |                     |                         |
| 19 janvier 1900   | 25 février 1901   | Victor François Ferdinand Rey                                                            |                     | Gouverneur intérimaire  |
| 25 février 1901   | 1904              | Édouard Georges Théophile Petit                                                          |                     |                         |
| 1904              | 5 février 1904    | Victor Louis Marie Lanrezac                                                              |                     | Gouverneur intérimaire  |
| 5 février 1904    | 20 février 1905   | Henri François Charles Cor                                                               |                     | Gouverneur intérimaire  |
| 20 février 1905   | 28 mars 1907      | Philippe Émile Jullien                                                                   |                     |                         |
| 28 mars 1907      | 4 décembre 1908   | Élie Adrien Édouard Charuer                                                              |                     | Gouverneur intérimaire  |
| 4 décembre 1908   | 12 août 1910      | Joseph Pascal François                                                                   |                     |                         |
| 12 août 1910      | 6 avril 1912      | Adrien Bonhoure                                                                          |                     |                         |
| 6 avril 1912      | 4 août 1912       | Charles Hostein                                                                          |                     | Gouverneur intérimaire  |
| 4 août 1912       | 4 août 1913       | Baptiste Léon Géraud                                                                     |                     | Gouverneur intérimaire  |
| 4 août 1913       | 21 septembre 1915 | William Fawtier                                                                          |                     |                         |
| 21 septembre 1915 | 16 avril 1919     | Gustave Julien                                                                           |                     |                         |
| 16 avril 1919     | 17 mai 1919       | Simoneau                                                                                 |                     | Gouverneur intérimaire  |
| 17 mai 1919       | 13 février 1921   | Jocelyn Robert                                                                           |                     | Gouverneur intérimaire  |
| 13 février 1921   | 10 avril 1921     | Gabriel Henri Joseph Thaly                                                               |                     | Gouverneur intérimaire  |
| 10 avril 1921     | 17 octobre 1921   | Auguste André Marius Guédès                                                              |                     |                         |
| 17 octobre 1921   | 18 septembre 1922 | Gabriel Henri Joseph Thaly                                                               |                     | Gouverneur intérimaire  |
| 18 septembre 1922 | 7 janvier 1927    | Louis Félix Marie Édouard Rivet                                                          |                     |                         |
| 7 janvier 1927    | 30 avril 1928     | Jean Baptiste Dominique Solari                                                           |                     | Gouverneur intérimaire  |
| 30 avril 1928     | 21 juin 1930      | Louis Joseph Bouge                                                                       |                     | Gouverneur intérimaire  |
| 21 juin 1930      | 18 juin 1932      | Léonce Alphonse Noël Henri Jore                                                          |                     |                         |
| 18 juin 1932      | 17 juin 1933      | Alfred Léon Bouchet                                                                      |                     | Gouverneur intérimaire  |
| 17 juin 1933      | 9 mai 1935        | Michel Lucien Montagné                                                                   |                     |                         |
| 9 mai 1935        | 17 mars 1937      | Henri Sautot                                                                             |                     | Gouverneur intérimaire  |
| 17 mars 1937      | 4 septembre 1940  | Frédéric Marie Jean Baptiste Chastenet de Géry                                           |                     |                         |
| 4 septembre 1940  | 14 septembre 1940 | Édouard Ahnne Georges Lagarde Émile Martin Georges Bambridge Teriieroo a Teriierooiterai |                     | Gouvernement provisoire |
| 14 septembre 1940 | 6 novembre 1940   | Edmond Mansard                                                                           |                     |                         |
| 6 novembre 1940   | 16 juin 1941      | Émile de Curton                                                                          |                     |                         |
| 16 juin 1941      | 1 octobre 1941    | Richard Brunot                                                                           |                     |                         |
| 1 octobre 1941    | juin 1945         | Georges Louis Joseph Orselli                                                             |                     |                         |
| juin 1945         | 27 octobre 1946   | Jean-Camille Haumant                                                                     |                     | Gouverneur intérimaire  |
| 27 octobre 1946   | 10 août 1947      | Jean-Camille Haumant                                                                     |                     |                         |
| 10 août 1947      | 2 avril 1949      | Pierre Louis Maestracci                                                                  |                     |                         |
| 2 avril 1949      | 1950              | Armand Anziani                                                                           |                     |                         |
| 1950              | 30 novembre 1950  | Louis Girault                                                                            |                     | Gouverneur intérimaire  |
| 30 novembre 1950  | 28 septembre 1954 | Jean Albert René Petitbon                                                                |                     |                         |
| 28 septembre 1954 | 22 juillet 1957   | Jean-Francois Toby                                                                       |                     |                         |
| 22 juillet 1957   | 7 mars 1958       | Jean-François Toby                                                                       |                     |                         |
| 7 mars 1958       | 25 octobre 1958   | Camille Victor Bailly                                                                    |                     | Gouverneur intérimaire  |
| 25 octobre 1958   | 12 décembre 1961  | Pierre René Sicaud                                                                       |                     |                         |
| 12 décembre 1961  | 20 janvier 1965   | Aimé Grimald                                                                             |                     |                         |
| 20 janvier 1965   | 11 mars 1969      | Jean Sicurani                                                                            |                     |                         |
| 11 mars 1969      | 1 août 1973       | Pierre Louis Angeli                                                                      |                     |                         |
| 11 août 1973      | 1 janvier 1976    | Daniel Videau                                                                            |                     |                         |

### Haut-commissaire de la République en Polynésie française(depuis 1977)
La Polynésie française possèdera le statut de territoire d'outre-mer de 1957 à 2003, de collectivité d'outre-mer, et de Pays d'outre-mer depuis 2004.